# 千歲號航空母艦
千歲（ちとせ）是大日本帝國海軍的艦船。千歲級水上飛機母艦的一號艦。在當初建造時為水上機母艦，在太平洋戰爭中改裝成航空母艦。姐妹艦為「千代田」，後續加入成為瑞鳳級航空母艦艦級中的一艘。

## 概要
由於受到倫敦海軍裁軍條約對航空母艦擁有數的限制，因此千歲型航空母艦在初時，已經打算在日後改裝成航空母艦，並且設計、建造成水上機母艦兼高速給油艦。
由於在當初已將改裝成航空母艦作為前提，所以在千歲型的艦中央部設置了用作強度試驗用且高聳的天蓋，因此其艦型也較為特別。在速度上，就算編配在高速機動部隊等第一線部隊，其能力也乎合最低要求。而最初雖因條約限制﹐預定以20節左右為最高速度來設計也沒關係，因為在建造期間已預料將會在條約失效後完成，更將設計速度提升至29節以上。但亦就這個原因，在改裝成航空母艦後以設計上的引擎馬力來維持最高速度將會變得相當困難，再者，在原先的艦本式柴油引擎與高速用渦輪引擎的規格上，另外再加上巡航用的渦輪引擎，使到引擎配置變得非常複雜。
其改裝的背景以及外觀均與龍鳳型及祥鳳型兩航空母艦非常相似，是為千歲型的特徵之一。
開始著手改装成航空母艦為在中途島海戰之後，使其活躍時期變得較遲，後於1944年（昭和19年）6月與僚艦「千代田」共同參加馬利亞納海戰，同年10月25日，於雷伊泰灣海戰與「千代田」因共同受到美國航空母艦艦載機的猛烈攻擊，最後於恩加尼奧角海戰中戰沒。

## 要目
在水上機母艦時代要目參考千歲型水上機母艦。

## 艦歷
- 1934年（昭和9年）11月26日 - 於吳工廠動工
- 1936年（昭和11年）11月29日 - 下水
- 1938年（昭和13年）7月25日 - 竣工
- 1942年（昭和17年）6月 - 作為第一一航空戰隊一員參加參加中途島海戰
  - 8月 - 進入所羅門方面、參加第二次所羅門海戰
- 1943年（昭和18年）1月26日 - 於佐世保工廠改裝為航空母艦工程開始
  - 8月1日 - 改裝完成
  - 12月15日 - 艦種變更為航空母艦
- 1944年（昭和19年）6月19-20日 - 作為第三航空戰隊一員參加馬利亞納海戰
  - 10月25日 - 參加雷伊泰灣海戰、戰沒
  - 12月20日 - 除籍

## 歷代艦長

### 水上機母艦

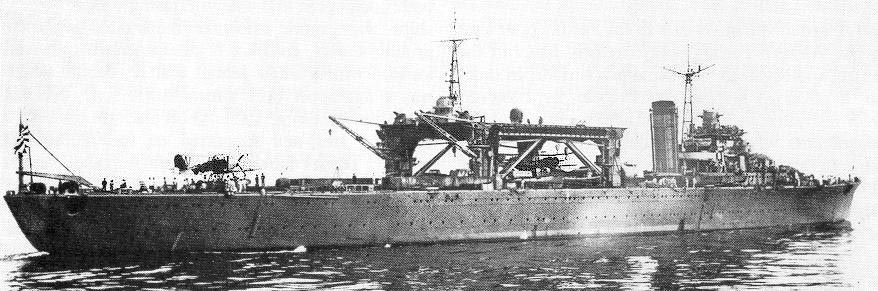
改裝成航空母艦前的「千歲」

#### 艤裝員長
1. 池内正方 大佐（1937年3月1日就任）

#### 艦長
1. 池内正方 大佐：1938年3月10日 -
2. 水井靜治 大佐：1938年12月15日 -
3. 西田正雄 大佐：1939年11月15日 -
4. 野元為輝 大佐：1940年6月3日 -
5. （兼）田中賴三 大佐：1940年10月15日 -
6. 山本親雄 大佐：1940年11月15日 -
7. 古川保 大佐：1941年8月20日 -
8. （兼）佐佐木靜吾 大佐：1942年11月1日 -
9. （兼）荒木傳 大佐：1943年4月14日 - 7月1日

### 航空母艦

#### 艦長
1. 三浦艦三 大佐：1943年8月4日 -
2. 岸良幸 大佐：1944年4月7日 - 10月25日戰死

## 同型艦
- 千代田

## 註腳
1. ↑   #巻３

## 關聯項目
- 大日本帝國海軍艦艇列表
- 千歲型水上機母艦
- 千歲型航空母艦
- 太平洋戰爭